# اقتصاد مدغشقر
اقتصاد مدغشقر هو اقتصاد سوق وتدعمه الصناعات الزراعية الراسخة بمدغشقر وصناعات السياحة، والنسيج و التعدين الناشئة. الزراعة الملغاشية تنتج المحاصيل الأساسية الاستوائية مثل الأرز والبفرة، وكذلك المحاصيل النقدية مثل الفانيليا والقهوة. وثروة مدغشقر من الموارد الطبيعية تدعم صناعتها الكبيرة من التعدين . بالإضافة إلى ذلك الوضع في مدغشقر كدولة نامية يعفي الصادرات الملغاشية من بروتوكول الجمارك في بعض المناطق، ولا سيما الولايات المتحدة والاتحاد الأوروبي. وقد دعمت هذه الإعفاءات نمو صناعة الغزل والنسيج بمدغشقر. وعلى الرغم من الموارد الطبيعية في مدغشقر وتطوير الصناعة إلا أن الأزمة السياسية في مدغشقر 2009 - اعتبرت من قبل المجتمع الدولي أنها انقلاباً غير شرعياً.
احتلت مدغشقر المرتبة 107 في مؤشر الابتكار العالمي عام 2023. لكنها تراجعت للمركز 110 وفق مؤشر عام 2024.

## التاريخ
بلغ متوسط النمو في فترة 1992-1997 أقل من معدل نمو السكان. ويرجع ذلك إلى انخفاض الطلب العالمي على البن، وعد التزام الحكومة بالإصلاح الاقتصادي. [26] [27] وخلال فترة النمو القوي من 1997 إلى 2001، ظلت مستويات الفقر مرتفعة، خاصة في المناطق الريفية. وأدت الأزمة السياسية التي دامت ستة أشهر بسبب الخلاف حول نتيجة الانتخابات الرئاسية التي أجريت في ديسمبر 2001 إلى توقف النشاط الاقتصادي تقريبًا في معظم أنحاء البلاد، وفي النصف الأول من عام 2002 انخفض الناتج المحلي الإجمالي بنسبة 12.7 ٪، وانخفض الاستثمار الأجنبي بشكل حاد، وشوهت الأزمة سمعة مدغشقر الناشئة. وبعد الأزمة، انتعش الاقتصاد مع نمو بلغ أكثر من 10٪ في عام 2003. وأدى انخفاض قيمة العملة وارتفاع التضخم في عام 2004 إلى إعاقة الأداء الاقتصادي، لكن النمو للعام وصل إلى 5.3٪، وبلغ معدل التضخم حوالي 25٪ في نهاية العام. في عام 2005.
خلال رئاسة رافالومانانا، تبنت الحكومة سلسلة من قوانين وأنظمة الأعمال، بما في ذلك قانون الشركات التجارية  (2003)، قانون العمل (2003)، اللوائح الخاصة بتطبيق قانون الشركات التجارية (2004)، قانون المشتريات العامة  (2004)، قانون المنافسة (2005)، قانون الصرف الأجنبي  (2006)، قانون الاستثمار  (2007)، قانون المناطق الحرة والمؤسسات الحرة  (2007).

## الزراعة
الزراعة، بما في ذلك صيد الأسماك و الغابات، هي أكبر قطاع مدغشقر حيث يعمل بها 82٪ من القوة العاملة. مناخ مدغشقر متنوع، يتراوح بين استوائي على طول السواحل ومعتدل في المرتفعات وقاحل في الجنوب، ويسمح ذلك المناخ بزراعة المحاصيل المدارية مثل الأرز والكسافا والفاصوليا والموز. في عام 2011، كانت أكبر صادرات مدغشقر حسب القيمة هي القرنفل والفانيليا والكاكاو  والسكر والفلفل والقهوة. مدغشقر هي أكبر منتج للفانيليا في العالم وتمثل الفانيليا المدغشقرية 80-85٪ من الإنتاج العالمي.
أنتجت مدغشقر في عام 2018:
- 4 ملايين طن من الأرز ؛
- 3.1 مليون طن من قصب السكر ؛
- 2.5 مليون طن من الكسافا ؛
- مليون طن من البطاطا الحلوة ؛
- 388 ألف طن من الخضار .
- 383 ألف طن من الموز .
- 300 ألف طن من المانجو؛
- 257 ألف طن بطاطس ؛
- 230 ألف طن من القلقاس ؛
- 215 ألف طن من الذرة ؛
- 93 ألف طن من الأناناس .
- 86 ألف طن من الفاصوليا ؛
- 83000 طن من البرتقال .
- 73 ألف طن من جوز الهند .

بالإضافة إلى أقل الأصغر من المنتجات الزراعية الأخرى مثل البن (57 ألف طن) والقرنفل (23 ألف طن) والكاكاو (11 ألف طن) والكاجو (7 آلاف طن) والفانيليا (3 آلاف طن).

## التعدين

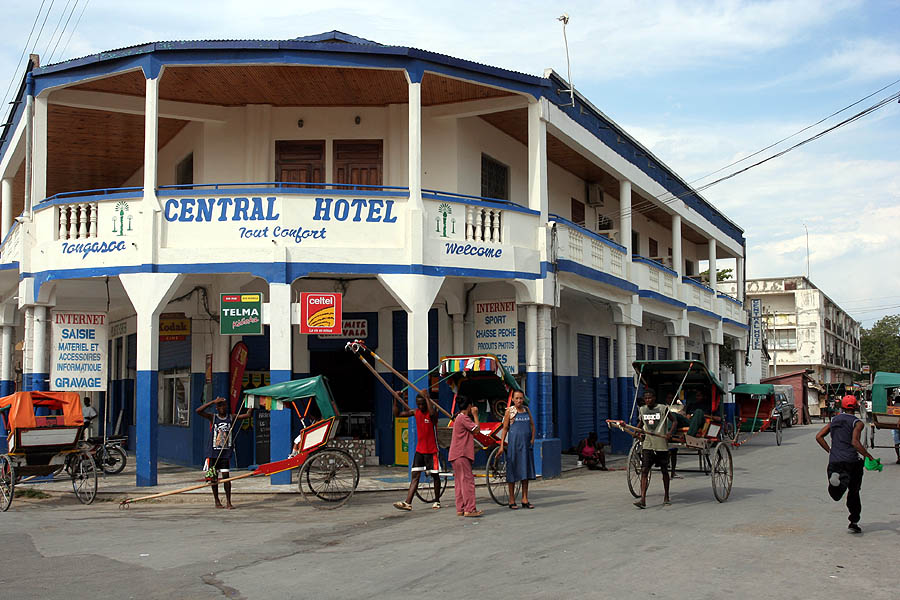
المدينة المركزية لتوليارا (توليار) في مدغشقر كما كانت في عام 2007"

تشمل أنشطة التعدين في مدغشقر إنتاج الكروم والكوبالت والإلمنيت والنيكل. ويعمل في التعدين الحرفي أكثر من 500000 شخص في جميع أنحاء البلاد. بدأت مجموعة ريو تينتو التعدين في يناير 2009. ولكن مشروع التعدين يثير الجدل إلى حد كبير، حيث قدمت منظمات بيئية عدة تقارير عن مخاوفهم بشأن تأثير التعدين على البيئة والمجتمعات المحلية. بلغ معدل نمو الإنتاج المسجل في هذا قطاع 121٪ خلال عام 2010.

## الأمن الغذائي
مدغشقر هي واحدة من أفقر دول العالم، وهذا برغم من إمتلاكها إمكانات زراعية كبيرة، ويرجع ذلك إلى التنوع الكبير في التربة والتنوع المناخي. ومع ذلك، فإن الكوارث الطبيعية (الأعاصير، والجفاف، والجراد) والزراعية التقليدية التي تسبب في تآكل التربة. تحد من الإنتاج الزراعي.
انخفض مستوى معيشة سكان مدغشقر كثيرًا خلال السنوات الخمس والعشرين الماضية. فقد تحولت البلاد من كونها مصدرًا للمنتجات الزراعية في الستينيات إلى مستورد لها منذ عام 1971.

## الحد من الفقر
في عام 2000، شرعت مدغشقر في إعداد ورقة إستراتيجية الحد من الفقر في إطار مبادرة البلدان الفقيرة المثقلة بالديون التي تأهلت لها في ديسمبر 2000. وفي 1 مارس 2001، منح مجلس إدارة صندوق النقد الدولي البلد 103 مليون دولار في إطار تسهيلات النمو والحد من الفقر. بالإضافة إلى ذلك، في 7 مارس 2001، وافق نادي باريس على إلغاء ديون بقيمة 161 مليون دولار.

## إحصائيات
يوضح الجدول التالي أهم المؤشرات الاقتصادية لفترة 1980-2017.
| السنة                                                             | 1985  | 1990  | 1995  | 2000  | 2005  | 2006  | 2007  | 2008  | 2009  | 2010  | 2011  | 2012  | 2013  | 2014  | 2015  | 2016  | 2017  |       |
| الناتج المحلي الإجمالي بمليارات الدولار (تعادل القوة الشرائية)    | 7.82  | 9.28  | 12.39 | 13.75 | 18.00 | 22.72 | 24.68 | 26.97 | 29.48 | 28.78 | 28.72 | 29.74 | 31.20 | 32.42 | 34.10 | 35.54 | 37.50 | 39.77 |
| نصيب الفرد الناتج المحلي الإجمالي بالدولار (تعادل القوة الشرائية) | 895   | 929   | 1,073 | 1,022 | 1,143 | 1,242 | 1,311 | 1,392 | 1,479 | 1,381 | 1,362 | 1,372 | 1,400 | 1,414 | 1,446 | 1,466 | 1,504 | 1,551 |
| النمو                                                             | 0.8%  | 1.2%  | 3.1%  | 1.7%  | 4.5%  | 4.8%  | 5.4%  | 6.4%  | 7.2%  | −4.7% | 0.3%  | 1.5%  | 3.0%  | 2.3%  | 3.3%  | 3.1%  | 4.2%  | 4.1%  |
| التضخم (بالنسبة المئوية)                                          | 18.3% | 10.6% | 11.9% | 49.0% | 10.7% | 18.4% | 10.8% | 10.3% | 9.3%  | 9.0%  | 9.2%  | 9.5%  | 5.7%  | 5.8%  | 6.1%  | 7.4%  | 6.7%  | 8.1%  |
| الدين الحكومي (نسبة مئوية من الناتج المحلي الإجمالي)              | ...   | ...   | 118%  | 116%  | 107%  | 86%   | 37%   | 33%   | 31%   | 34%   | 32%   | 32%   | 33%   | 34%   | 35%   | 36%   | 38%   | 37%   |

## فهرست
- FAO Statistic Yearbook 2010 – Resources
- The World Bank. Madagascar at a glance, 2/25/11, PDF